# 博妮塔龍屬
博妮塔龍（屬名：Bonitasaura）是一屬泰坦巨龍類恐龍的，來自阿根廷巴塔哥尼亞西北部里奧內格羅省內烏肯盆地內烏肯群白堊紀晚期（桑托階）的下篷組最上層。遺骸是個部分亞成體骨骼，混雜在小區域的河相砂岩層，包括帶有牙齒的下頜、部份脊椎及肢骨。模式種薩氏博妮塔龍（Bonitasaura salgadoi）於2004年由Sebastian Apesteguía所敘述、命名，屬名以發現化石的La Bonita採石場為名，種名則致敬知名的阿根廷古生物學家利安納度·薩爾加多。

## 敘述

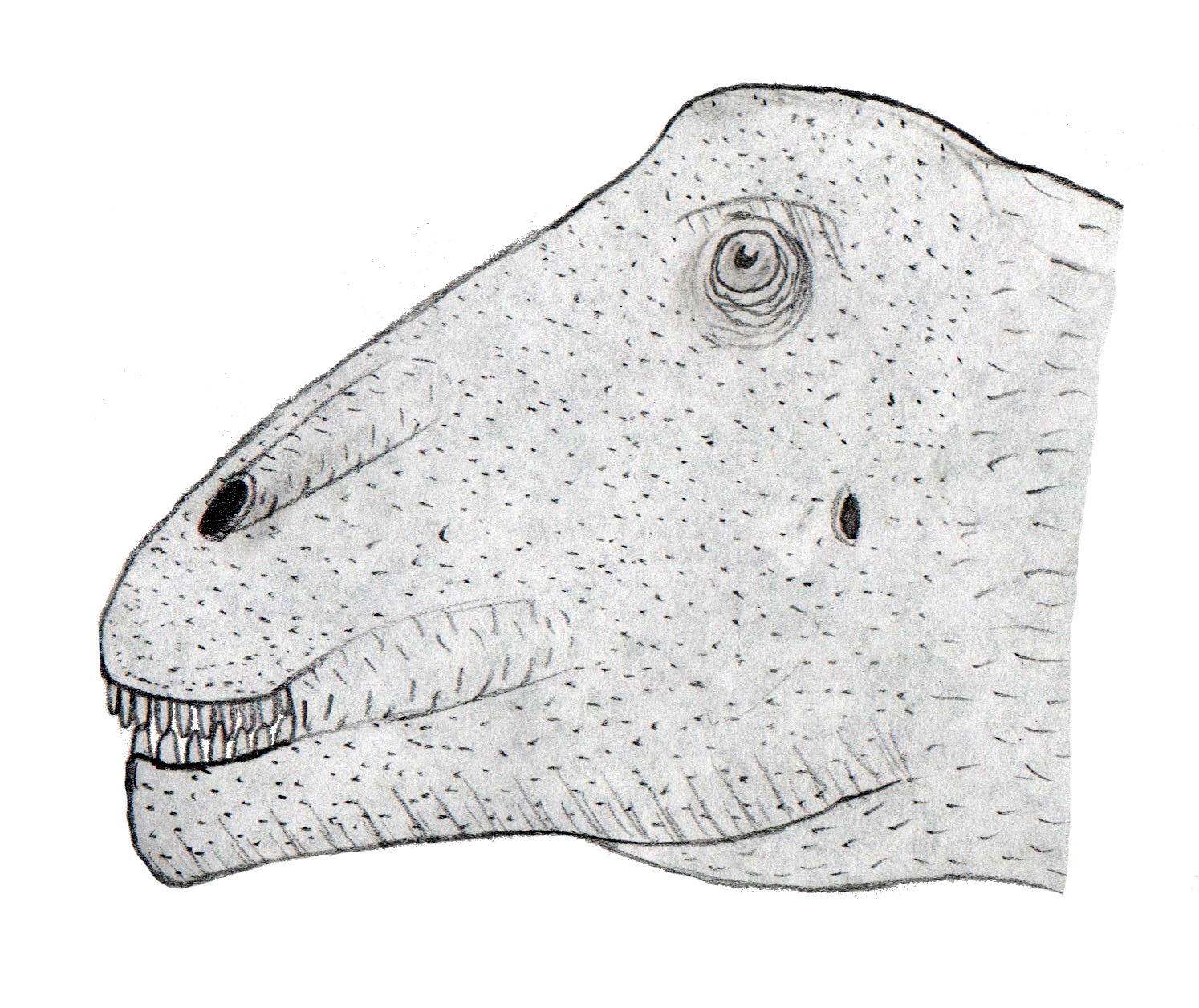
頭部想像圖

博妮塔龍測量身長10公尺，具有一個類似梁龍科的頭骨。下頜少量牙齒後方有個明顯、鋒利的嵴，可能在生前支持著與上頜類似結構匹配、角質構成的喙狀嘴，可用來切斷植物，並用釘狀的前方牙齒咀嚼。這種動物還有較短的頸部，不過後背椎有強健呈拱狀的突起來附著肌肉，代表景不可能在覓食時作劇烈運動。

體型比例圖

博妮塔龍還顯示出某些泰坦巨龍類支系向梁龍科趨同演化的證據，包含：長且低矮的頭骨，缺乏大鼻龍類（如腕龍或圓頂龍）典型的鼻部隆起；方形的低矮下頜帶有梳狀牙齒（類似雷巴齊斯龍科）；肢體比例偏轉（肱骨短於股骨，使前肢短於後肢，不同於多數大鼻龍類）；尾巴呈短鞭狀。此外，博妮塔龍也解決了關於南極龍的爭議，牠同樣具有泰坦巨龍類頭骨及身體、加上類似梁龍科的頜部，一度被認為是個嵌合體（McIntosh, 1990；Jacobs et al., 1993；Upchurch, 1999）。

## 分類
博妮塔龍在原始敘述文獻中被分類成納摩蓋吐龍科，但後來的系統發生學分析和敘述都認為牠屬於泰坦巨龍類中，一個包含林孔龍類與隆柯龍類的演化支（巨像龍類）。